# 佐々木莉佳子
佐々木 莉佳子（ささき りかこ、2001年5月28日 - ）は、日本の歌手、女優、ファッションモデル。女性アイドルグループアンジュルム（旧・スマイレージ）の元メンバー（3期）、ローカルアイドルグループSCK GIRLSの元メンバー、『CanCam』の専属モデル。
宮城県気仙沼市出身。ジェイピィールーム所属。
2018年楽天イーグルス「イーグルスガール」イメージキャラクター（応援大使）。2025年より3年間「みやぎ絆大使」を務める。

## 略歴
2011年3月11日、東北地方太平洋沖地震（東日本大震災）に被災し、自宅を津波で流され避難生活を余儀なくされる。 佐々木はショックで塞ぎ込むようになり、それを見かねた父親は、SCK45（後にSCK GIRLSと改名）というローカルアイドルグループが地元・気仙沼で活動を開始すると聞き、佐々木本人には黙って同グループのメンバーオーディションに応募する。同年11月より、同グループのセンターとして活動。
2012年夏、モーニング娘。の追加メンバーオーディションを受けるも、落選する。またこの頃、“気仙沼のご当地アイドル”や“AKB48の前田敦子と大島優子を足して2で割ったような美少女”といった触れ込みで『魁!音楽番付 Eight』『ZIP!』『スター☆ドラフト会議』などの番組に取り上げられた。
2013年3月1日、正式にハロプロ研修生に加入。4月からは東京で母と姉の3人で暮らしている。
2014年、ローティーン向けファッション雑誌『ピチレモン』（学研パブリッシング）第22回ピチモオーディションで約10,000人の中からグランプリを受賞した4名のうちの1人となり、7月号より専属モデルを務めた。同年10月4日、スマイレージ（後のアンジュルム）の3期メンバーに選出されたことが発表された。
専属モデルの方は務め先である『ピチレモン』の休刊に伴い2016年3月号から『Seventeen』（集英社）に移籍し、同誌の専属モデルを務めた。
2015年7月20日、1st写真集『RIKAKO』を発売。
2018年1月30日、東北楽天ゴールデンイーグルスを応援する女性「イーグルスガール」の2018年イメージキャラクターに、石田亜佑美（モーニング娘。）とともに起用されることが発表された。
2020年2月29日発売の『Seventeen』2020年4月号でSeventeenの専属モデルを卒業。
同年5月28日、2nd写真集『莉佳子 - 少女、第二章 -』を発売。
2021年6月11日、ファッション雑誌『CanCam』（小学館）で8月号より専属モデルを務めることを発表。
2022年5月12日、病院で診察をしたところ「ウィルス性腸炎」と診断され、体調の問題より同日に出演を予定していたインターネットサイン会を欠席することを発表。
2023年12月21日、2024年に予定されている春ツアーをもってグループおよびハロー!プロジェクトを卒業することが発表された。
2024年6月4日、フォトブック『girasol』を発売。
同年6月19日、横浜アリーナで行われた卒業公演をもってアンジュルムおよびハロー!プロジェクトを卒業。
同年8月1日、所属事務所をアップフロントプロモーションからジェイピィールームへ移籍。
同月26日、XおよびTikTokアカウントを開設。
2025年1月1日より3年間「みやぎ絆大使」を務める（就任は2024年12月3日）。
2025年2月6日、M-line clubへの加入が発表された。

## 人物
- 公式ニックネームは、りかこ[1]。イメージカラーはイエロー。
- 血液型A型[2]。身長165 cm[2]。
- 日本人の父とフィリピン人の母の間に生まれたハーフ[25]である。
- 父は、地元・気仙沼市で水産加工会社を経営している[26]。家族は、両親のほかに姉と兄がいる[8][27][28]。
- 固形石鹸が大好きで、お風呂で使うだけでは飽き足らず、持ち歩いて香りを楽しんでいる。特にミルクが入っているものがお気に入り[29]である。
- 特技は生卵を片手で割ること[29]で、バレーボールを5年間やっていたのでジャンプが得意[30]である。
- 好きな食べ物は小田原かまぼこ[31]である。
- 憧れるハロー!プロジェクトの先輩は元モーニング娘。10期メンバーの工藤遥[32]、および元モーニング娘。5期メンバーで6代目リーダーの高橋愛[33]で、ハロー!プロジェクト以外で好きなアイドルはチームしゃちほこ[34]である。
- 好きなスマイレージ楽曲は「私、ちょいとカワイイ裏番長」で、ハロプロ研修生当時、2013年の公開実力診断テストでも歌っていたことがある。アンジュルムとなってから初めて行われたバースデーイベントでも同曲を披露している[注 1]。

### 趣味・嗜好
- 初めてかっこいいと思ったHR/HMの曲は父親が携帯電話の着信音に使っていたレインボーの「キル・ザ・キング」であり、この曲を初めて聴いたのは当時小学校3、4年生の頃であった[37]。その時はロックミュージックにさほど興味を抱かなかったが、その後父親がドライブの最中に流していた影響で、小学校6年生頃からヘヴィメタルやハードロックを好んで聴くようになる[33]。中でも、一番好きなバンドはアイアン・メイデンだといい、一番好きな曲として「プローラー」を挙げている[33]。また、レインボーの「キル・ザ・キング」におけるリッチー・ブラックモアの速弾きを好きなギタープレイとしている一方で、バンドをやっていた父親から譲り受けたレスポールのギターを練習して、ディープ・パープルの「バーン」を弾けるようになってみたいという[33]。もし弾けるようになったら、いつかバースデーイベントで披露してみたいとも語っている[33]。他にはホワイトスネイク、レッド・ツェッペリン、AC/DC、オジー・オズボーン、キッス、クイーンなども好きなバンドとしてあげている[37]。
- 初めて買ったヘヴィメタルのアルバムはモトリー・クルーの『ドクター・フィールグッド』であり[38]、他にはメタルのグッズとして、ガンズ・アンド・ローゼズのタオルや、ホワイトスネイク、レッド・ツェッペリン、デフ・レパード、オジー・オズボーン、アイアン・メイデンなどを始めとしたメタルTシャツを20枚強所有している[33]。特にアイアン・メイデンのTシャツを気に入っており、マスコットキャラクターのエディが好きだという[37]。

## 作品

### 配信楽曲
| 発売日         | タイトル                                  | 備考 |
| -------------- | ----------------------------------------- | ---- |
| 2024年06月20日 | 君だけじゃないさ...friends (ひまわりVer.) |      |

### 映像作品
- Greeting 〜佐々木莉佳子〜（2015年2月28日、UP-FRONT WORKS）[39] - e-LineUP!期間限定販売[40]

## 出演

### テレビ
- 〜おねだりエンタメ!〜はぴ★ぷれ（2013年10月5日 - 2014年9月27日、BS日テレ）[41]
- ハロプロダンス学園（ダンスチャンネルby エンタメ〜テレ）[42]
  - 無印（シーズン1）（2019年3月21日 - 6月6日）
  - シーズン2（2019年10月17日 - 2020年1月9日）
  - シーズン3（2020年5月21日 - 8月6日）
  - シーズン4（2020年10月15日 - 2021年1月21日）
  - シーズン5（2021年4月15日 - 7月15日）
  - シーズン6（2021年10月21日 - 2022年1月6日）
  - シーズン7（2022年4月21日 - 7月7日）
  - シーズン8（2022年10月20日 - 12月1日）
  - シーズン9（2023年4月20日 - 7月6日）
  - シーズン10（2023年10月19日 - 2024年1月4日）
  - シーズン11（2024年4月18日 - 7月4日）
- あざとくて何が悪いの? あざと連ドラ「あざとくないと恋はできない?」（2021年9月4日 - 10月23日、テレビ朝日） - 伊瀬杏里 役[43]
- 行くぜ!日本武道館!つばきファクトリー26時間スッペシャル（2021年9月11日、BSスカパー!） - 日本武道館トークLIVEコーナーに出演

### CM
- ピザーラ よくばりクォーター「よくばり応援団・ダンス篇」「応援・シズル篇」（テレビCM、2018年7月 - ）[44][45][46]
- LIPPS 『SMOOTH HAIR DANCE SERIES』（2021年11月） - ハロー!プロジェクトダンス部選抜として出演[47]

### コンサート
- M-line Special 2021〜Make a Wish!〜（2021年10月10日、三郷市文化会館、昼夜2公演） - ゲスト出演[48]
- M-line Special 2022 ～My Wish～（2022年7月17日、NHK大阪ホール / 9月4日、大阪メルパルクホール、昼夜2公演） - ゲスト出演[49][注 2]
- M-line Special 2023 ～Magical Wish～（2023年2月26日、仙台GIGS、昼夜2公演） - ゲスト出演[50]
- M-line Special 2024 Autumn 〜brand new “more” 〜（2024年12月7日、めぐろパーシモンホール 大ホール、昼夜2公演） - シークレットゲスト[51]

### 舞台
- 僕たち可憐な少年合唱団（2014年3月14日 - 23日、池袋シアターグリーン BOX in BOX THEATER）[52]
- 演劇女子部 ミュージカル「LILIUM-リリウム 少女純潔歌劇-」（2014年6月5日 - 15日、池袋サンシャイン劇場 / 20日・21日、森ノ宮ピロティホール） - ミモザ 役
- 演劇女子部「MODE」（2016年10月1日 - 10日、全労済ホール/スペース・ゼロ） - 江森華子 役
- 演劇女子部「夢見るテレビジョン」（2017年10月5日 - 15日、全労済ホール/スペース・ゼロ） - 橋場剣一郎 役
- 演劇女子部 全労済ホール/スペース・ゼロ提携公演「アタックNo.1」（2018年11月29日 - 12月9日、全労済ホール/スペース・ゼロ） - 真木村京子 役
- ふぉ〜ゆ〜 meets 梅棒「Only1, NOT No.1」（2025年7月13日 - 8月3日、シアタークリエ / 8月9日・10日、岡谷鋼機名古屋公会堂）[53]

### イベント
- さわやか五郎 35thバースデーイベント 〜悪あガキ〜（2017年9月11日、TOKYO FM HALL） - MC[54][55]
- tbc夏まつり2024（2024年7月27日、仙台市勾当台公園・市民広場）
- ハロプロダンス学園シーズン12 公開収録イベント2024（2024年10月15日、江戸川区総合文化センター大ホール、1公演） - ゲスト出演[56]
- Rakuten Girls Award 2024（2024年10月19日、幕張メッセ 9-11ホール）
- OCEANS Feel So Good Award「The BEST Wellbeings 2024」Fes（2024年10月20日、二子玉川ライズ 中央広場・スタジオ & ホール）
- KANSAI COLLECTION 2025 SPRING & SUMMER（2025年3月2日、京セラドーム）

## 書籍

### 写真集
- RIKAKO（2015年7月20日、ワニブックス、撮影：熊谷貫）[57][14]
  - ISBN 978-4-8470-4770-1（通常版）
  - ISBN 978-4-8470-4772-5（Amazon限定アザーカバーVer.）
- 莉佳子 - 少女、第二章 -（2020年5月28日、ワニブックス、撮影：沢渡朔）[58][17]
  - ISBN 978-4-8470-8297-9（通常版）
  - ISBN 978-4-8470-8298-6（Amazon限定カバーVer.）
- girasol（2024年6月4日、小学館、撮影：神戸健太郎）[20]
  - ISBN 9784096824580

### 雑誌
- ピチレモン（2014年5月31日 - 2015年10月31日、学研パブリッシング） - 専属モデル
- Seventeen（2016年2月1日 - 2020年2月29日、集英社） - 専属モデル[59][60]
- CanCam（2021年6月23日 - 、小学館） - 専属モデル[4]

### 電子書籍
- 【私服グラビア】佐々木莉佳子（アンジュルム）Daily LoGiRL 469（2016年4月30日、LoGiRL、撮影：石垣星児）[61]

## 参加ユニット
- スマイレージ→アンジュルム（2014年 - 2024年）
- シャッフルユニット
  - ハロプロ・オールスターズ（2018年 - 2020年）
- スペシャルユニット
  - ハロー!プロジェクトダンスチーム→L!PP (from Hello! Project Dance Team)（2021年 - 2024年）